# Basketball Bundesliga de 2025-26
| 1º Nível |  | BBL   |
| 2º Nível |  | PRO A |
| 3º Nível |  | PRO B |

A temporada 2025-26 da Basketball Bundesliga (BBL), conhecida oficialmente como easyCredit BBL por razões de patrocinadores, será a 60ª edição da principal competição de basquetebol masculino na Alemanha. Doze dos dezesseis Estados da Alemanha estão representados por dezoito equipes, sendo que Baixa Saxônia e Baviera dividem a liderança entre os estados que mais possuem equipes na liga, ambos com três equipes. (vide:Equipes por Estados)
O clube FC Bayern München é o atual bicampeão nacional, quando conquistou seu sétimo título alemão. E o maior campeão histórico alemão Bayer Giants Leverkusen, que possui quatorze títulos no total, não disputa a BBL desde a temporada 2007-08. 

## Equipes participantes
Para a atual temporada houve a promoção de duas equipes oriundas da 2.Bundesliga ProA, os campeões VET-Concept Gladiators Trier, que retornam para a divisão principal após dez temporadas disputando a segunda divisão e o Science City Jena que foi o vice-campeão e retorna à elite depois de apenas um ano disputando a segunda divisão. Como a temporada passada contou com dezessete equipes, para chegar ao número ideal de dezoito equipes, houve apenas um rebaixamento e o BG Göttingen, que estava na divisão principal desde 2014-15, foi rebaixado para o segundo escalão.
|            | Clube                         | Arena                 | Localização         |
| ---------- | ----------------------------- | --------------------- | ------------------- |
|            | ALBA Berlin                   | Arena UBER            | Berlim              |
|            | Basketball Löwen Braunschweig | Volkswagen Halle      | Brunsvique          |
|            | BMA 365 Bamberg Baskets       | Brose Arena           | Bamberga            |
|            | EWE Baskets Oldenburg         | EWE Arena             | Oldemburgo          |
|            | FIT/ONE Würzburg Baskets      | Tectake Arena         | Wurtzburgo          |
|            | FC Bayern München             | BMW Park              | Munique             |
| SAP Garden | FC Bayern München             |                       | Munique             |
|            | MHP Riesen Ludwigsburg        | MHPArena              | Ludwigsburgo        |
|            | MLP Academics Heidelberg      | SAP Arena             | Edelberga           |
|            | MLP Academics Heidelberg      | SNP Dome              | Edelberga           |
|            | Niners Chemnitz               | Chemnitz Arena        | Chemnitz            |
|            | RASTA Vechta                  | RASTA Dome            | Vechta              |
|            | ratiopharm Ulm                | Arena Ulm             | Ulm                 |
|            | Rostock Seawolves             | StadtHalle Rostock    | Rostoque            |
|            | Science City Jena             | Sparkassen-Arena      | Jena                |
|            | Skyliners Frankfurt           | Süwag Energie Arena   | Francoforte do Meno |
|            | SYNTAINICS MBC                | Stadthalle Weißenfels | Weißenfels          |
|            | Telekom Baskets Bonn          | Telekom Dome          | Bona                |
|            | Veolia Hamburg Towers         | edel-optics.de-Arena  | Hamburgo            |
|            | VET-Concept Gladiators Trier  | SWT-Arena             | Tréveris            |

|  | Campeão da BBL de 2024-25               |
|  | Campeão da Copa da Alemanha de 2024-25  |
|  | Promovido da ProA na temporada anterior |

### Equipes por Estados
Ao todo dezoito equipes disputam a BBL, representando doze dos dezesseis Estados da Alemanha, com exceção de Brandembugo (Brandenburg), Bremen, Eslésvico-Holsácia (Schleswig-Holstein), Sarre (Saarland). Os Estados de Baviera e Baixa Saxônia, com três equipes cada, dividem o posto de entes federativos que mais possuem equipes na Liga.
| Estado                          | Equipe                                                                 |
| ------------------------------- | ---------------------------------------------------------------------- |
| Baden-Württemberg               | - MHP Riesen Ludwigsburg - ratiopharm Ulm                              |
| Baviera                         | - BMA 365 Bamberg Baskets - FC Bayern München - Würzburg Baskets       |
| Berlim                          | - ALBA Berlin                                                          |
| Baixa Saxônia                   | - RASTA Vechta - Basketball Löwen Braunschweig - EWE Baskets Oldenburg |
| Hamburgo                        | - Veolia Hamburg Towers                                                |
| Hesse                           | - Skyliners Frankfurt                                                  |
| Meclemburgo-Pomerânia Ocidental | - Rostock Seawolves                                                    |
| Renânia do Norte-Vestfália      | - Telekom Baskets Bonn                                                 |
| Renânia-Palatinado              | - VET Concept Gladiators Trier                                         |
| Saxônia                         | - Niners Chemnitz                                                      |
| Saxônia-Anhalt                  | - SYNTAINICS MBC                                                       |
| Turíngia                        | - Science City Jena                                                    |

## Temporada regular

### Classificação
Classificação baseada no sítio oficial da BBL.
| Pos. | Clube                         | J | V | D | % | P+ | P- | SP | Classificação          |
| ---- | ----------------------------- | - | - | - | - | -- | -- | -- | ---------------------- |
| 1    | FC Bayern München Basketball  |   |   |   |   |    |    |    | Playoffs               |
| 2    | ratiopharm Ulm                |   |   |   |   |    |    |    | Playoffs               |
| 3    | Basketball Löwen Braunschweig |   |   |   |   |    |    |    | Playoffs               |
| 4    | Niners Chemnitz               |   |   |   |   |    |    |    | Playoffs               |
| 5    | MLP Academics Heidelberg      |   |   |   |   |    |    |    | Playoffs               |
| 6    | FIT/ONE Würzburg Baskets      |   |   |   |   |    |    |    | Playoffs               |
| 7    | ALBA Berlin                   |   |   |   |   |    |    |    | Play-ins               |
| 8    | SYNTAINICS MBC                |   |   |   |   |    |    |    | Play-ins               |
| 9    | EWE Baskets Oldenburg         |   |   |   |   |    |    |    | Play-ins               |
| 10   | Rostock Seawolves             |   |   |   |   |    |    |    | Play-ins               |
| 11   | MHP Riesen Ludwigsburg        |   |   |   |   |    |    |    |                        |
| 12   | RASTA Vechta                  |   |   |   |   |    |    |    |                        |
| 13   | Veolia Hamburg Towers         |   |   |   |   |    |    |    |                        |
| 14   | Telekom Baskets Bonn          |   |   |   |   |    |    |    |                        |
| 15   | BMA 365 Bamberg Baskets       |   |   |   |   |    |    |    |                        |
| 16   | Skyliners Frankfurt           |   |   |   |   |    |    |    |                        |
| 17   | VET-Concept Gladiators Trier  |   |   |   |   |    |    |    | Rebaixados para a ProA |
| 18   | Science City Jena             |   |   |   |   |    |    |    | Rebaixados para a ProA |

fonte:bbl.de

### Partidas disputadas
| ↓ Casa\Visitante →           | ALB | BAM | BRA | OLD | MÜN | WÜR | LUD | HEI | CHE | VEC | ULM | ROS | JEN | FRA | MBC | BON | HAM | TRI |
| ---------------------------- | --- | --- | --- | --- | --- | --- | --- | --- | --- | --- | --- | --- | --- | --- | --- | --- | --- | --- |
| ALBA Berlin                  |     |     |     |     |     |     |     |     |     |     |     |     |     |     |     |     |     |     |
| BMA 365 Bamberg Baskets      |     |     |     |     |     |     |     |     |     |     |     |     |     |     |     |     |     |     |
| Basketball Braunschweig      |     |     |     |     |     |     |     |     |     |     |     |     |     |     |     |     |     |     |
| EWE Baskets Oldenburg        |     |     |     |     |     |     |     |     |     |     |     |     |     |     |     |     |     |     |
| FC Bayern München            |     |     |     |     |     |     |     |     |     |     |     |     |     |     |     |     |     |     |
| FIT/ONE Würzburg Baskets     |     |     |     |     |     |     |     |     |     |     |     |     |     |     |     |     |     |     |
| MHP Riesen Ludwigsburg       |     |     |     |     |     |     |     |     |     |     |     |     |     |     |     |     |     |     |
| MLP Academics Heidelberg     |     |     |     |     |     |     |     |     |     |     |     |     |     |     |     |     |     |     |
| Niners Chemnitz              |     |     |     |     |     |     |     |     |     |     |     |     |     |     |     |     |     |     |
| RASTA Vechta                 |     |     |     |     |     |     |     |     |     |     |     |     |     |     |     |     |     |     |
| ratiopharm Ulm               |     |     |     |     |     |     |     |     |     |     |     |     |     |     |     |     |     |     |
| Rostock Seawolves            |     |     |     |     |     |     |     |     |     |     |     |     |     |     |     |     |     |     |
| Science City Jena            |     |     |     |     |     |     |     |     |     |     |     |     |     |     |     |     |     |     |
| Skyliners Frankfurt          |     |     |     |     |     |     |     |     |     |     |     |     |     |     |     |     |     |     |
| Syntainics MBC               |     |     |     |     |     |     |     |     |     |     |     |     |     |     |     |     |     |     |
| Telekom Baskets Bonn         |     |     |     |     |     |     |     |     |     |     |     |     |     |     |     |     |     |     |
| Veolia Hamburg Towers        |     |     |     |     |     |     |     |     |     |     |     |     |     |     |     |     |     |     |
| VET-Concept Gladiators Trier |     |     |     |     |     |     |     |     |     |     |     |     |     |     |     |     |     |     |

Resultados extraídos em easycredit-bbl.de, eurobasket.com ou basketball-bund.net.

## Clubes alemães em competições europeias
| Clube                    | Competição        | TR | TR | PO | PO | Resultado |
| Clube                    | Competição        | V  | D  | V  | D  | Resultado |
| ------------------------ | ----------------- | -- | -- | -- | -- | --------- |
| FC Bayern                | EuroLiga          |    |    |    |    |           |
| Niners Chemnitz          | EuroCopa          |    |    |    |    |           |
| ratiopharm Ulm           | EuroCopa          |    |    |    |    |           |
| Veolia Towers Hamburg    | EuroCopa          |    |    |    |    |           |
| ALBA Berlin              | Liga dos Campeões |    |    |    |    |           |
| Basketball Braunschweig  | Liga dos Campeões |    |    |    |    |           |
| FIT/ONE Würzburg Baskets | Liga dos Campeões |    |    |    |    |           |
| MLP Academics Heidelberg | Liga dos Campeões |    |    |    |    |           |
| Rostock Seawolves        | Copa Europeia     |    |    |    |    |           |
| RASTA Vechta             | Copa Europeia     |    |    |    |    |           |
| Syntainics MBC           | ENBL              |    |    |    |    |           |

Fonte:bbl.de/saison/europaeische-wettbewerbe